# Анциферов, Николай Степанович
Никола́й Степа́нович Анци́феров (28 октября 1930, Макеевка — 16 декабря 1964, Москва) — советский поэт. Возглавлял поэтический отдел журнала «Москва». Автор множества стихотворений о шахтёрах.

## Биография
Родился в семье шахтёра, в Макеевке. После окончания горнопромышленного ремесленного училища, начиная с 1947 года работал электрослесарем. Публиковаться начал с 1952 года. Некоторое время работал в газете «Комсомолец Донбасса». Первый творческий наставник Николая Степановича — писатель и журналист Анатолий Мартынов, ставший его другом. Позже он вспоминал об Анциферове, что тот в начале 1950-х годов принёс в редакцию «Комсомолец Донбасса»: «много грубоватых, но очень метких и точных шахтёрских словечек и выражений. Впоследствии из них и составился неповторимый шахтный запах его стихов…» В 1956 году увидела свет его дебютная книга — «Дайте срок...» Окончил вечернюю школу; потом поступил в Московский литературный институт имени А. М. Горького, который окончил в 1962 году. После этого остался жить в столице СССР, где руководил отделом поэзии в литературном журнале «Москва». Умер от сердечного приступа. По мнению писателя И. В. Дроздова («Унесённые водкой. О пьянстве русских писателей») причиной стал алкоголь.
Поэзию Николая Анциферова высоко оценил Жан Поль Сартр. Положительные отзывы о «певце шахтёрского края» оставили Ярослав Смеляков, Николай Асеев, Александр Твардовский; он был дружен с Николаем Рубцовым. Евгений Евтушенко писал о коллеге, что «Сверкая яростно голубыми глазами, он читал нам стихи, утверждая великое подземное братство». По мнению Евтушенко, никто на эту тему не выразился лучше: «Я работаю как вельможа. Я работаю только лёжа». Эти стихи стали «визитной карточкой» поэта и принесли ему популярность в СССР. Слова из стихотворения «Крещение» (1960) — «В белых тапочках и в гробу» — получили широкую известность благодаря кинематографу.
Только в 1991 в журнале «Донбасс» была опубликована подборка стихотворений, которые ранее не могли быть изданы по идеологическим соображениям:

Глядит посёлок в полудрёме

Уж не один десяток лет

И ничего не видит кроме

Шахтёрских радостей и бед.
Не все стихи Анциферова проходили цензуру: поэма «Нахаловка», созданная в начале 1950-х, предлагавшаяся Анциферовым во все литературные издания, была опубликована только в 1991. В ней речь идёт о забытом богом и начальниками шахтёрском поселке, мимо которого «на легковых автомобилях деляги катят в коммунизм». В одном из эпизодов поэмы в качестве декораций для фильма о дореволюционном Донбассе режиссёр успешно использует лачуги современных горняков. По словам Анциферова, в основе эпизода лежал действительный факт.

## Публикации
| - Дайте срок...: Лирика, юмор: [Стихи]. — Сталино: Обл. изд-во, 1956. — 50 с. - Молчание — не золото: Стихи. — Сталино: Кн. изд-во, 1960. — 37 с. - Подарок: Стихи. — Москва: Молодая гвардия, 1961. — 78 с. - Случайная гостья: Стихи. — М.: Советская Россия, 1964. — 62 с. | - Избранная лирика. — [Вступит. слово С. Смирнов]. - М.: Мол. гвардия, 1965. — 31 с. — 90 000 экз. (Библиотечка избранной лирики) - Избранное: Стихи. — [Сост. и авт. вступ. статьи А. Мартынов]. — Донецк: Донбасс, 1966. — 155 с. : портр. - Шахтерская лампочка: Избранные стихи. — Предисл. А. Мартынова; [Иллюстрации: Е. Р. Скакальский]. — М.: Советская Россия, 1971. — 143 с. - Донбасс, колыбель моя: Стихи. — Вступ. ст. А. Мартынова; Худож. Е. Т. Сердюченко. — Донецк: Донбас, 1984. — 94 с.: ил. |

## Цитаты
| В том голодном сорок седьмом Я, голодный, семнадцатилетний, Хлеб пошёл добывать горбом... ... Я работаю, как вельможа, Я работаю только лёжа. Не найти работенки краше, Не для каждого эта честь. Это — только в забое нашем: Только лёжа — ни встать, ни сесть. | Когда я выхожу из-под земли Так улыбаюсь солнцу, Будто с ним Не виделся сто тысяч лет и зим. И вдруг увидел, Выйдя из земли... ... — Вы слыхали? Подумать только! — Бабы ахают. — Ну и ну! Отчубучил Анциферов Колька! Из Москвы приволок жену... | ...Всю неделю по всякому поводу Тараторил смотринный штаб: — Молодая ходила по воду... — Не косится на здешних баб... В результате насчет москвички Заболевший вопрос решён: «Есть москвички — отпетые птички. Есть — пригодные и для жён». |